# مطار زرنج
مطار زارانج (بالبشتوية: زرنج هوایي ډگر)(بالدرية: فرودگاه زرنج)(إياتا: ZAJ، إيكاو: OAZJ) هو مطار محلي يقع بالقرب من مدينة زرنج في أقصى جنوب غرب أفغانستان. بنته الحكومة الأفغانية لخدمة سكان ولاية نيمروز. ويستخدم المطار لأغراض مدنية وعسكرية. بالإضافة إلى القوات الجوية الأفغانية والشرطة الوطنية الأفغانية، ويتواجد هناك أيضا الجيش الأمريكي وقوة المساعدة الأمنية الدولية (إيساف).

## شركات الطيران والوجهات
| شركـات طيـران | الوجهات          |
| ------------- | ---------------- |
| کام إیر       | مطار كابل الدولي |

 يتعامل المطار أيضًا مع الرحلات الجوية المدنية والعسكرية العارضة.

## روابط خارجية
- سجل المطار لمطار زارانج نسخة محفوظة 3 مارس 2016 على موقع واي باك مشين. في Landings.com.